# Liste der Vögel Liechtensteins

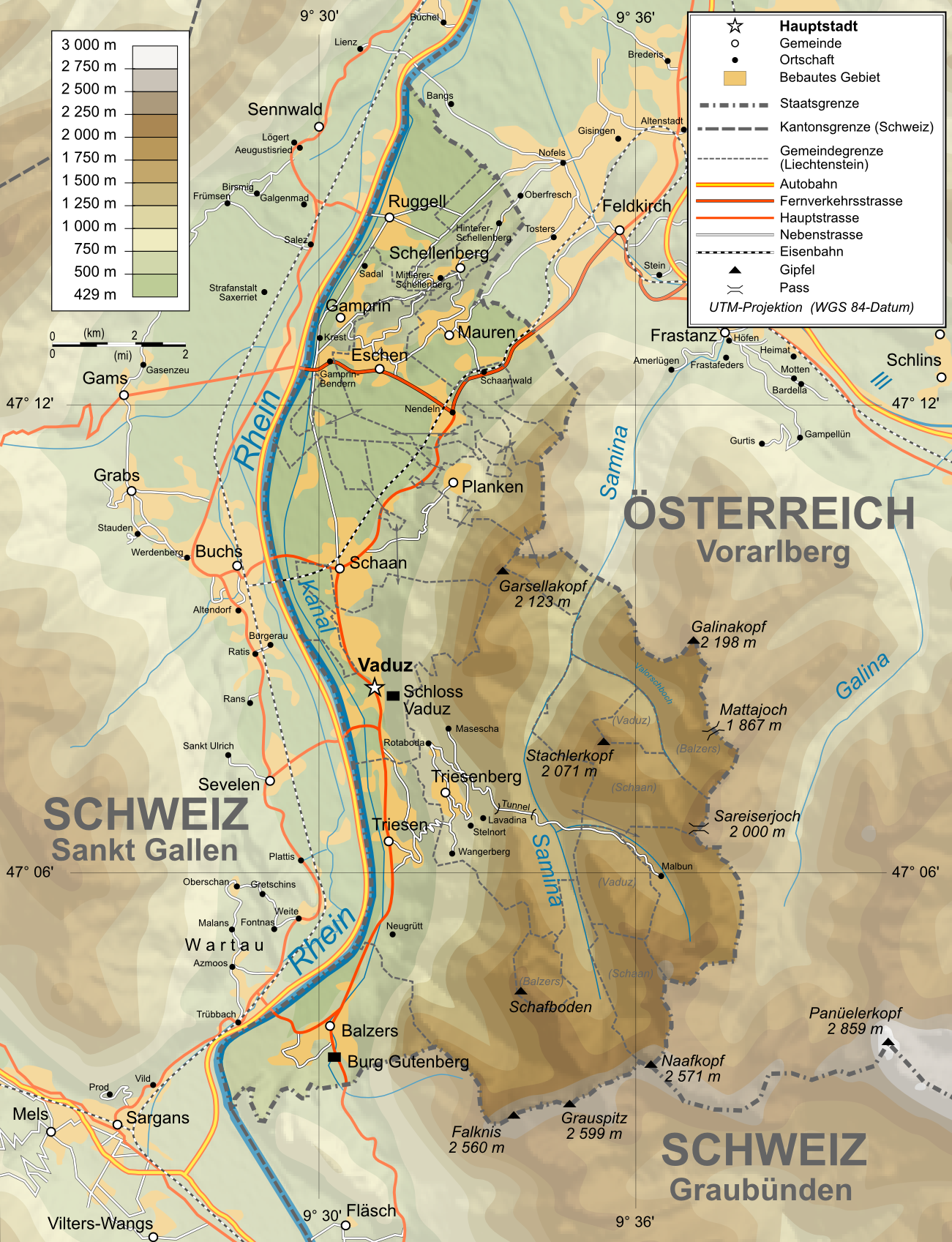
Topographische Karte Liechtensteins

Die Liste der Vögel Liechtensteins führt die Arten der Vögel (Aves) auf, deren Vorkommen in Liechtenstein beobachtet worden sind.
Sie basiert auf den Veröffentlichungen Die Vögel des Fürstentums Liechtenstein von 2006 und Brutvogelatlas des Fürstentums Liechtenstein von 2019, beide von Georg Willi. Veröffentlichungen neuer Beobachtungen werden nachgetragen. Nicht enthalten sind offensichtliche Gefangenschaftsflüchtlinge und ausgesetzte Vögel.

## Legende zur Liste
In den ersten drei Spalten befinden sich ein Foto des Vogels, der deutsche und der wissenschaftliche Artname.
Die unter «Status» eingetragenen Bezeichnungen weisen auf die Art des Vorkommens hin, wobei in Klammern jeweils angegeben ist, aus welchem Jahr die Information stammt. Als «Jahresvogel» sind Arten bezeichnet, die im ganzen Jahresverlauf festzustellen sind. «Sommervögel» verlassen Liechtenstein im Winter und ziehen höchstens noch als Bewohner anderer Regionen durch Liechtenstein hindurch. «Durchzügler» sind Zugvögel, die auf ihrem Zugweg durch Liechtenstein ziehen. «Wintergäste» halten sich im gesamten Winter oder einem erheblichen Teil dessen in Liechtenstein auf.
Brutvögel sind als «regelmässig» gekennzeichnet, wenn sie in den letzten zehn Jahren in mindestens acht Jahren vermutlich in Liechtenstein gebrütet haben, als «unregelmässig», wenn sie dies in drei bis acht Jahren taten, und als «sporadisch», wenn sie dies in ein bis zwei Jahren taten. Durchzügler und Wintergäste sind als «regelmässig» gekennzeichnet, wenn sie in den letzten zehn Jahren in mindestens acht Jahren in Liechtenstein durchgezogen sind bzw. überwintert haben, als «unregelmässig», wenn sie dies in drei bis acht Jahren taten, und als «sporadisch», wenn sie dies in ein bis zwei Jahren taten. Bei der Angabe «ehemalig» wurde der letzte Nachweis als Brutvogel, Durchzügler oder Wintergast vor mehr als 10 Jahren erbracht.
In der Spalte «Brutbestand und Gefährdung» befindet sich bei Brutvögeln eine Schätzung der jährlichen Brutpaare und die Einstufung in Gefährdungskategorien in der Roten Liste gefährdeter Brutvögel Liechtensteins, beides auf dem Stand von 2019. Zuletzt wird das Liechtensteiner Vorkommen der jeweiligen Art in der Spalte «Bemerkung» genauer erläutert.

## Liste
| Bild                 | deutscher Name          | wissenschaftlicher Name       | Status                                                                        | Brutbestand und Gefährdung                                    | Bemerkung |
| -------------------- | ----------------------- | ----------------------------- | ----------------------------------------------------------------------------- | ------------------------------------------------------------- | --- |
| Alpenbraunelle       | Alpenbraunelle          | Prunella collaris             | regelmässiger Jahresvogel (Stand 2019)                                        | 80–100. Nicht gefährdet.                                      | Die Art besiedelt in stabilen Beständen die alpine Zone im Süden und Osten des Landes. |
| Alpendohle           | Alpendohle              | Pyrrhocorax graculus          | regelmässiger Jahresvogel (Stand 2019)                                        | 70–100. Nicht gefährdet.                                      | Die Alpendohle ist in der alpinen Zone im Zentrum und Süden des Landes verbreitet. Der Bestand hat seit den 1980er Jahren erheblich zugenommen. |
| Alpenschneehuhn      | Alpenschneehuhn         | Lagopus muta                  | regelmässiger Jahresvogel (Stand 2019)                                        | 30–40. Nicht gefährdet.                                       | In Liechtenstein kommt die Art oberhalb der Baumgrenze vor allem im Süden des Landes vor, wobei ihr Bestand wohl leicht abnimmt. |
| Alpensegler          | Alpensegler             | Tachymarptis melba            | regelmässiger Sommervogel (Stand 2019)                                        | 5–10. Stark gefährdet wegen geringer Populationsgrösse.       | In Liechtenstein gibt es eine kleine Brutkolonie am Ellhorn bei Balzers, die seit 1974 bekannt ist und deren Grösse stabil oder leicht zunehmend ist. |
| Alpenstrandläufer    | Alpenstrandläufer       | Calidris alpina               | unregelmässiger Durchzügler (Stand 2006)                                      |                                                               | Die Art tritt im April, August und September am Rhein auf. |
| Amsel                | Amsel                   | Turdus merula                 | regelmässiger Jahresvogel (Stand 2019)                                        | 1500–1800. Nicht gefährdet.                                   | Die Art besiedelt in stabilen Beständen fast das gesamte Land bis auf 1880 m. |
| Auerhuhn             | Auerhuhn                | Tetrao urogallus              | regelmässiger Jahresvogel (Stand 2019)                                        | 1–3. Vom Aussterben bedroht.                                  | Die Art ist in Liechtenstein sehr selten geworden und kommt nur noch vereinzelt in Bergwäldern vor. |
| Bachstelze           | Bachstelze              | Motacilla alba                | regelmässiger Jahresvogel (Stand 2019)                                        | 180–250. Nicht gefährdet.                                     | Die Bachstelze kommt verbreitet in der Talebene und in den zentralliechtensteinischen Bergen bis etwa 1900 m vor. Im Vergleich zu den 1980er Jahren ging der Bestand leicht zurück. Neben der weit verbreiteten Nominatform konnte im April 2017 auch eine eigentlich in Grossbritannien beheimatete Trauerbachstelze (M. a. yarrelli) bei Steg beobachtet werden. |
| Bartgeier            | Bartgeier               | Gypaetus barbatus             | sporadischer Durchzügler, ehemaliger Brutvogel (Stand 2006)                   |                                                               | Die Brutbestände sind im 19. Jahrhundert erloschen. Neuere Nachweise sind vom November 2003 bei Balzers, vom Dezember 2013 bei Triesenberg und vom Februar 2020 am Ellhorn. |
| Bartmeise            | Bartmeise               | Panurus biarmicus             | sporadischer Durchzügler (Stand 2006)                                         |                                                               | Die Art wurde im Januar 2003 bei Vaduz beobachtet. |
| Baumfalke            | Baumfalke               | Falco subbuteo                | regelmässiger Sommervogel (Stand 2019)                                        | 3–5. Stark gefährdet wegen geringer Populationsgrösse.        | Die Art kommt vor allem in den Galeriewäldern am Rhein vor, daneben gibt es anderswo Einzelreviere. |
| Baumpieper           | Baumpieper              | Anthus trivialis              | regelmässiger Sommervogel (Stand 2019)                                        | 70–90. Gefährdet.                                             | Der Baumpieper brütet in der Talebene, wo er heute nach einem starken Bestandsrückgang auf das Ruggeller Riet beschränkt ist, und im Gebirge bis in knapp über 1900 m, wo die Bestände stabil sind. |
| Bekassine            | Bekassine               | Gallinago gallinago           | regelmässiger Durchzügler, ehemaliger Brutvogel (Stand 2006)                  |                                                               | Die Art ist zwischen 1980 und 1989 als Liechtensteiner Brutvogel verschwunden. Als spärlicher Durchzügler kann sie von Oktober bis April in Feuchtlebensräumen angetroffen werden. |
| Bergente             | Bergente                | Aythya marila                 | ehemaliger Durchzügler (Stand 2006)                                           |                                                               | Die Art wurde früher als Durchzügler von Januar bis April am Rhein und im Hälos beobachtet. Ein neuerer Nachweis stammt von Juni 1992. |
| Bergfink             | Bergfink                | Fringilla montifringilla      | regelmässiger Wintergast (Stand 2006)                                         |                                                               | Von Oktober bis April kann die Art häufig im Tal und an den Hängen beobachtet werden. |
| Berglaubsänger       | Berglaubsänger          | Phylloscopus bonelli          | regelmässiger Sommervogel (Stand 2019)                                        | 150–200. Nicht gefährdet.                                     | Die Art besiedelt vor allem die Hänge des Rheintals und weniger häufig auch andere Gebiete im Gebirge bis in 1730 m Höhe. Im Vergleich zu den 1980er Jahren hat sich der Bestand etwa verdoppelt. |
| Bergpieper           | Bergpieper              | Anthus spinoletta             | regelmässiger Jahresvogel (Stand 2019)                                        | 300–400. Gefährdung droht.                                    | Die Brutgebiete dieses Vogels liegen im Gebirge zwischen 1600 und 3200 m, wobei seit den 1980er Jahren ein deutlicher Bestandsrückgang zu verzeichnen ist. Überwinternde Bergpieper können am Rhein angetroffen werden. |
| Gebirgsstelze        | Berg-/Gebirgsstelze     | Motacilla cinerea             | regelmässiger Jahresvogel (Stand 2019)                                        | 50–70. Nicht gefährdet.                                       | Die Art besiedelt in stabilen Beständen das Rheinufer sowie Gebirgsbäche meist unter 1850 m. |
| Beutelmeise          | Beutelmeise             | Remiz pendulinus              | unregelmässiger Durchzügler (Stand 2006)                                      |                                                               | Die Art kann von März bis April und von Oktober bis November im Ruggeller Riet, in Binza und am Egelsee beobachtet werden. |
| Bienenfresser        | Bienenfresser           | Merops apiaster               | Durchzügler (Stand 2020)                                                      |                                                               | Durchziehende Bienenfressertrupps wurden im Mai und September bis Oktober beispielsweise bei Ruggell, Mauren und Balzers beobachtet. |
| Birkenzeisig         | (Alpen-)Birkenzeisig    | Acanthis (flammea) cabaret    | regelmässiger Jahresvogel (Stand 2019)                                        | 100–150. Gefährdung droht.                                    | Die Art brütet im gebirgigen Osten und Süden des Landes zwischen 1600 und 2000 m Höhe. Im Vergleich zu den 1980er Jahren ist der Bestand merklich zurückgegangen. |
| Birkhuhn             | Birkhuhn                | Lyrurus tetrix                | regelmässiger Jahresvogel (Stand 2019)                                        | 70–100. Gefährdet wegen Rückgang der Balzplätze.              | Die Art kommt in Bergwäldern im Süden und Osten Liechtensteins vor. |
| Blässgans            | Blässgans               | Anser albifrons               | ehemaliger Durchzügler (Stand 2006)                                           |                                                               | Die Art wurde das erste Mal im Jahr 1954 beobachtet. Ein möglicher Gefangenschaftsflüchtling hielt sich im Januar und Februar 2014 am Egelsee auf. |
| Blässhuhn            | Blässhuhn               | Fulica atra                   | regelmässiger Jahresvogel (Stand 2019)                                        | 14–18. Nicht gefährdet.                                       | In der Talebene bewohnt das Blässhuhn fast alle grösseren Gewässer. Der Brutbestand ist in den 2010er Jahren durch den Bau des Egelsees leicht angestiegen. |
| Blaukehlchen         | Blaukehlchen            | Luscinia svecica              | ehemaliger Durchzügler (Stand 2006)                                           |                                                               | Das Blaukehlchen wurde im April und September im Ruggeller Riet und am Egelsee beobachtet, ausserdem ist ein Totfund aus Vaduz bekannt. |
| Blaumeise            | Blaumeise               | Cyanistes caeruleus           | regelmässiger Jahresvogel (Stand 2019)                                        | 400–500. Nicht gefährdet.                                     | Die Art ist in der gesamten Talebene und den Hängen des Rheintals bis 1100 m verbreitet und hat stabile Bestände. |
| Blauracke            | Blauracke               | Coracias garrulus             | ehemaliger Durchzügler (Stand 2006)                                           |                                                               | Die Art wurde dreimal in Liechtenstein beobachtet: im Mai 1946, im April 1970 und im Juni 1974. |
| Brachpieper          | Brachpieper             | Anthus campestris             | sporadischer Durchzügler (Stand 2006)                                         |                                                               | Die Art wurde im April 2005 am Rhein und im April 2014 im Ruggeller Riet beobachtet. |
| Brandgans            | Brandgans               | Tadorna tadorna               | sporadischer Durchzügler (Stand 2006)                                         |                                                               | Die Art wurde im September 1997 am Rhein nahe Ellhorn beobachtet. |
| Braunkehlchen        | Braunkehlchen           | Saxicola rubetra              | regelmässiger Sommervogel (Stand 2019)                                        | 20–30. Stark gefährdet.                                       | Während die Art in den 1980er Jahren noch im gesamten Talraum und sogar in Steg vertreten war, brütet sie heute nur noch im Ruggeller Riet. |
| Bruchwasserläufer    | Bruchwasserläufer       | Tringa glareola               | unregelmässiger Durchzügler (Stand 2006)                                      |                                                               | Die Art kann zwischen April und Oktober am Rhein und im Ruggeller Riet beobachtet werden. |
| Buchfink             | Buchfink                | Fringilla coelebs             | regelmässiger Jahresvogel (Stand 2019)                                        | 2000–3000. Nicht gefährdet.                                   | Der Buchfink ist der häufigste Brutvogel Liechtensteins und kommt mit Ausnahme der alpinen Zone überall vor. Gegenüber den 1980er Jahren ist der Bestand wohl höchstens geringfügig gesunken. |
| Buntspecht           | Buntspecht              | Dendrocopos major             | regelmässiger Jahresvogel (Stand 2019)                                        | 100–150. Nicht gefährdet.                                     | Die Art bewohnt in stabilen Beständen alle Wälder Liechtensteins und teilweise auch halboffene Kulturlandschaft, Siedlungen und die subalpine Zone. |
| Cistensänger         | Cistensänger            | Cisticola juncidis            | ehemaliger Durchzügler (Stand 2006)                                           |                                                               | Die Art wurde im Juli 1979 im Ruggeller Riet beobachtet. |
| Distelfink           | Distelfink/Stieglitz    | Carduelis carduelis           | regelmässiger Jahresvogel (Stand 2019)                                        | 100–150. Nicht gefährdet.                                     | Die Art hat sich seit der Jahrtausendwende deutlich ausgebreitet, wobei auch der Bestand anstieg, und bewohnt heute nicht mehr nur den gesamten Talraum, sondern auch Teile des gebirgigen Landesteils. |
| Dohle                | Dohle                   | Corvus monedula               | regelmässiger Jahresvogel (Stand 2019)                                        | 30–50. Gefährdet.                                             | Die Dohle brütet mit zunehmender Tendenz an zwei Stellen bei Balzers: im Steinbruch Ellhorn und am Schloss Werdenberg. |
| Dorngrasmücke        | Dorngrasmücke           | Sylvia communis               | unregelmässiger Sommervogel (Stand 2019)                                      | 0–1. Vom Aussterben bedroht.                                  | Die Art tritt selten im Ruggeller Riet und bei Schaan als Brutvogel und Durchzügler auf. Früher kam sie in verschiedenen Bereichen der Talebene vor, bis es in den 1970er Jahren zu einem Bestandseinbruch kam. |
| Dreizehenspecht      | Dreizehenspecht         | Picoides tridactylus          | regelmässiger Jahresvogel (Stand 2019)                                        | 12–18. Gefährdung droht.                                      | Im Berggebiet zwischen 950 und etwas über 1700 m kommt der Dreizehenspecht verbreitet vor. |
| Drosselrohrsänger    | Drosselrohrsänger       | Acrocephalus arundinaceus     | sporadischer Durchzügler (Stand 2006) und Sommervogel (Stand 2019)            | 0–1. Vom Aussterben bedroht.                                  | Die Art ist ein seltener Durchzügler im Ruggeller Riet (beispielsweise Mai 2001 und 2004). Aus den Jahren 1987 und 2015 bestehen zwei Brutzeitbeobachtungen. |
| Dunkler Wasserläufer | Dunkler Wasserläufer    | Tringa erythropus             | sporadischer Durchzügler (Stand 2006)                                         |                                                               | Die Art wurde im April 2001 und 2004 am Rhein sowie im August 2017 am Egelsee beobachtet. |
| Eichelhäher          | Eichelhäher             | Garrulus glandarius           | regelmässiger Jahresvogel (Stand 2019)                                        | 180–240. Nicht gefährdet.                                     | Das wohl stabile Liechtensteiner Vorkommen liegt schwerpunktmässig an den Hängen des Rheintals, spärlich kommt der Vogel auch in der Talebene und im Gebirge vor. |
| Eiderente            | Eiderente               | Somateria mollissima          | ehemaliger Durchzügler (Stand 2006)                                           |                                                               | Die Art wurde im Februar 1972, im Dezember 1973 und im Dezember 1974 am Rhein beobachtet. |
| Eisvogel             | Eisvogel                | Alcedo atthis                 | regelmässiger Jahresvogel (Stand 2019)                                        | 3–6. Stark gefährdet wegen geringer Populationsgrösse.        | Der Eisvogel kommt ausschliesslich in der Talebene zwischen Ruggell und Balzers vor. Das Vorkommen besteht seit 1998 und ist starken Schwankungen unterworfen. |
| Elster               | Elster                  | Pica pica                     | regelmässiger Jahresvogel (Stand 2019)                                        | 80–120. Nicht gefährdet.                                      | Die Art kommt fast flächendeckend im Talraum vor, im Zentrum des Landes ist sie auch im Gebirge bis 1900 m verbreitet. Der Bestand hat sich seit den 1980er Jahren mehr als verfünffacht. |
| Erlenzeisig          | Erlenzeisig             | Spinus spinus                 | regelmässiger Jahresvogel (Stand 2019)                                        | 14–20. Gefährdet.                                             | Die Art brütet zerstreut bei den Drei Schwestern, in der Umgebung von Steg und Malbun und nahe des Sägaweiers. Die kleinen Bestände sind stabil. |
| Fasan                | (Jagd-)Fasan            | Phasianus colchicus           | sporadischer Jahresvogel (Stand 2019)                                         | 0–1. Nicht einheimisch.                                       | Diese eingebürgerte Art kam vor allem im Ruggeller Riet vor, wo das Vorkommen ohne erneute Aussetzungen nicht weiterbestehen kann. |
| Feldlerche           | Feldlerche              | Alauda arvensis               | unregelmässiger Sommervogel (Stand 2019)                                      | 0–1. Vom Aussterben bedroht.                                  | Heute brütet die Art nur noch in manchen Jahren vereinzelt im Ruggeller Riet, in den 1980er Jahren war sie dagegen noch ein weit verbreiteter Brutvogel des Talraums nördlich von Schaan. |
| Feldschwirl          | Feldschwirl             | Locustella naevia             | regelmässiger Sommervogel (Stand 2019)                                        | 5–15. Stark gefährdet.                                        | Die Art kommt in stabilen bis leicht steigenden Beständen vor allem im Ruggeller Riet vor, mit abnehmender Tendenz sporadisch auch im Bannriet und Schwabbrünnen sowie an anderen Stellen bis 630 m Höhe. |
| Feldsperling         | Feldsperling            | Passer montanus               | regelmässiger Jahresvogel (Stand 2019)                                        | 300–500. Nicht gefährdet.                                     | Die Art kommt in der gesamten Talebene vor. Seit Anfang des 21. Jahrhunderts ist der Bestand stabil. |
| Felsenschwalbe       | Felsenschwalbe          | Ptyonoprogne rupestris        | regelmässiger Sommervogel (Stand 2019)                                        | 30–40. Nicht gefährdet.                                       | Die Felsenschwalbe brütet hauptsächlich die Felswände der niedrigen Hanglagen, seltener auch bis in 1800 m Höhe. |
| Fichtenkreuzschnabel | Fichtenkreuzschnabel    | Loxia curvirostra             | regelmässiger Jahresvogel (Stand 2019)                                        | 50–100. Nicht gefährdet.                                      | Als Brutvogel tritt der Fichtenkreuzschnabel hauptsächlich in den subalpinen Nadelwäldern unter 1800 m auf. Der Bestand ist wohl stabil, wenngleich das Auftreten der Art sehr unregelmässig ist. |
| Fischadler           | Fischadler              | Pandion haliaetus             | unregelmässiger Durchzügler (Stand 2006)                                      |                                                               | Die Art kann von März bis Mai im Talraum beobachtet werden, ausnahmsweise auch im September. |
| Fitis                | Fitis                   | Phylloscopus trochilus        | regelmässiger Sommervogel (Stand 2019)                                        | 30–50. Gefährdung droht.                                      | Der Fitis kommt nördlich von Ruggell (Riet und am Rhein), an den Hangfüssen des Rheintals und lokal im Berggebiet bis 1780 m vor. Der Bestand ist wohl konstant, aber der Vogel hat sich in 2010er Jahren in das Gebirge ausgebreitet, wo er früher nicht vorkam.                                                                                                  |
| Flussregenpfeifer    | Flussregenpfeifer       | Charadrius dubius             | regelmässiger Sommervogel (Stand 2019)                                        | 15–30. Gefährdet.                                             | In Liechtenstein brütet die Art fast nur entlang des Rheins, der Bestand schwankt stark. |
| Flussseeschwalbe     | Flussseeschwalbe        | Sterna hirundo                | ehemaliger Durchzügler (Stand 2006)                                           |                                                               | Die Art wurde im Frühling 1970 am Rhein beobachtet. |
| Flussuferläufer      | Flussuferläufer         | Actitis hypoleucos            | regelmässiger Durchzügler (Stand 2006), sporadischer Sommervogel (Stand 2019) | 0–1. Vom Aussterben bedroht.                                  | Der Flussuferläufer brütete bis in die 1980er Jahre selten am Rhein. 2014 gelang der seitdem erste Brutnachweis bei Balzers. Als nichtbrütender Gastvogel ist er ganzjährig am Rhein und in weiteren Feuchtgebieten anzutreffen, wobei von April bis Mai und von Juli bis September Durchzugsmaxima erreicht werden.                                               |
| Gänsegeier           | Gänsegeier              | Gyps fulvus                   | Durchzügler (Stand 2017)                                                      |                                                               | Zwei Individuen der Art wurden im April 2017 überfliegend bei Balzers, acht Individuen im Juni 2017 am Rappenstein und ein Individuum im Juni 2020 überfliegend bei Vaduz beobachtet. |
| Gänsesäger           | Gänsesäger              | Mergus merganser              | regelmässiger Wintergast (Stand 2006), sporadischer Jahresvogel (Stand 2019)  | 0–1. Art mit Restriktion.                                     | Es sind nur zwei Bruten von 1906 und 2017 bekannt, die beide bei Balzers stattfanden. Von September bis Juni ist der Gänsesäger ein sehr häufiger Wintergast am Rhein und am Binnenkanal. |
| Gartenbaumläufer     | Gartenbaumläufer        | Certhia brachydactyla         | regelmässiger Jahresvogel (Stand 2019)                                        | 60–80. Nicht gefährdet.                                       | Die Art besiedelt die Talebene und die unteren Hänge bis in 700 m Höhe. Der Brutbestand hat im 20. Jahrhundert deutlich abgenommen und sich inzwischen wieder etwas erhöht. |
| Gartengrasmücke      | Gartengrasmücke         | Sylvia borin                  | regelmässiger Sommervogel (Stand 2019)                                        | 50–80. Nicht gefährdet.                                       | Die Art kommt in stabilen Beständen vor allem in der Talebene, vereinzelt auch im Gebirge bis 1800 m vor. |
| Gartenrotschwanz     | Gartenrotschwanz        | Phoenicurus phoenicurus       | regelmässiger Sommervogel (Stand 2019)                                        | 12–16. Stark gefährdet wegen geringer Populationsgrösse.      | Die Art brütet vor allem in verschiedenen Siedlungen der Talebene, hauptsächlich in Schaan, und vereinzelt auch im Gebirge. Nach einem starken Rückgang in den 1950er bis 1970er Jahren konnte sich der Bestand stabilisieren oder sogar etwas erholen. |
| Gelbspötter          | Gelbspötter             | Hippolais icterina            | regelmässiger Sommervogel (Stand 2019)                                        | 8–12. Vom Aussterben bedroht.                                 | Der Vogel bewohnt die Galeriewälder entlang des Rheins sowie vereinzelte weitere Stellen der Talebene. In den letzten Jahrzehnten ist der Bestand zurückgegangen. |
| Gimpel               | Gimpel                  | Pyrrhula pyrrhula             | regelmässiger Jahresvogel (Stand 2019)                                        | 150–200. Nicht gefährdet.                                     | Die Art bewohnt in stabilen Beständen die Berghänge bis etwa 1970 m. |
| Girlitz              | Girlitz                 | Serinus serinus               | regelmässiger Sommervogel (Stand 2019)                                        | 80–120. Nicht gefährdet.                                      | Der Girlitz bewohnt in stabilen Beständen hauptsächlich Siedlungen und deren Randbereiche in der Talebene, vereinzelt wurde er auch im Gebirge auf rund 1500 m bei Malbun beobachtet. |
| Goldammer            | Goldammer               | Emberiza citrinella           | regelmässiger Jahresvogel (Stand 2019)                                        | 70–100. Nicht gefährdet.                                      | Die Goldammer kommt fast nur in der Talebene, und zwar am Rheindamm von Ruggell bis Balzers, im Ruggeller Riet sowie zwischen Schaan und Eschen vor. |
| Goldregenpfeifer     | Goldregenpfeifer        | Pluvialis apricaria           | Durchzügler (Stand 2018)                                                      |                                                               | Der Liechtensteiner Erstnachweis wurde im März 2018 im Vaduzer Riet erbracht. Im Dezember 2020 erfolgten zwei weitere Nachweise im Saxer Riet und am Egelsee. |
| Grauammer            | Grauammer               | Emberiza calandra             | unregelmässiger Sommervogel (Stand 2019)                                      | 0–2. Vom Aussterben bedroht.                                  | Die Grauammer hat sich in den letzten Jahrzehnten immer weiter aus Liechtenstein zurückgezogen. Zuletzt war bis 2014 noch das Ruggeller Riet besiedelt. |
| Graugans             | Graugans                | Anser anser                   | ehemaliger Durchzügler (Stand 2006)                                           |                                                               | Graugänse wurden 1960, 1984 und 1991 als mögliche Gefangenschaftsflüchtlinge nachgewiesen. |
| Graureiher           | Graureiher              | Ardea cinerea                 | regelmässiger Jahresvogel (Stand 2019)                                        | 20–25. Gefährdung droht.                                      | Die Art brütet seit 1986 in Liechtenstein. Seitdem hat sich die Art weiter verbreitet und es gibt nun mehrere Brutplätze in der Talebene, die allerdings oft nicht dauerhaft besetzt bleiben. |
| Grauschnäpper        | Grauschnäpper           | Muscicapa striata             | regelmässiger Sommervogel (Stand 2019)                                        | 200–250. Nicht gefährdet.                                     | Die Art brütet in stabilen Beständen in der Talebene und an den Hängen des Rheintals, sporadisch auch im Berggebiet bis 1340 m. |
| Grauspecht           | Grauspecht              | Picus canus                   | regelmässiger Jahresvogel (Stand 2019)                                        | 4–8. Vom Aussterben bedroht wegen geringer Populationsgrösse. | Der Grauspecht brütet vor allem im unteren Saminatal und vereinzelt in den umliegenden Bergen, auch auf der Rheintalseite von 800 bis 1400 m. Der Bestand hat in den letzten Jahrzehnten vermutlich zugenommen. |
| Grosser Brachvogel   | Grosser Brachvogel      | Numenius arquata              | regelmässiger Durchzügler, ehemaliger Brutvogel (Stand 2006)                  |                                                               | Die Art ist zwischen 1990 und 1999 als Liechtensteiner Brutvogel verschwunden. Als spärlicher Durchzügler ist sie von März bis Mai im Ruggeller Riet anzutreffen. |
| Grünfink             | Grünfink                | Chloris chloris               | regelmässiger Jahresvogel (Stand 2019)                                        | 200–300. Gefährdung droht.                                    | Der Grünfink bewohnt vor allem die Siedlungen und deren Ränder in der Talebene. Im Gebirge, wo die Art früher verbreitet vorkam, tritt sie nur noch selten auf. Insgesamt kam es in den vergangenen Jahrzehnten bis etwa 2013/2014 zu einem starken Rückgang des Bestands, der sich seitdem wieder etwas erholt.                                                   |
| Grünschenkel         | Grünschenkel            | Tringa nebularia              | regelmässiger Durchzügler (Stand 2006)                                        |                                                               | Die Art tritt von April bis Mai und August bis September spärlich am Rhein auf. |
| Grünspecht           | Grünspecht              | Picus viridis                 | regelmässiger Jahresvogel (Stand 2019)                                        | 40–50. Nicht gefährdet.                                       | Die Art ist im gesamten Land weit verbreitet und fehlt nur oberhalb von 1800 m. Sie hat sich im Vergleich zu den 1980er Jahren ausgebreitet. |
| Habicht              | Habicht                 | Accipiter gentilis            | regelmässiger Jahresvogel (Stand 2019)                                        | 4–6. Gefährdung droht wegen geringer Populationsgrösse.       | Die Art brütet in stabilen Beständen zerstreut über das gesamte Land verteilt und bewohnt dabei sowohl Flach- als auch Bergland. |
| Hänfling             | (Blut-)Hänfling         | Linaria cannabina             | regelmässiger Sommervogel (Stand 2019)                                        | 50–80. Nicht gefährdet.                                       | Die Art bewohnt in vermutliuch stabilen Beständen die Bergregion bis etwa 1900 m, lokal auch die unteren Hänge des Rheintals. |
| Haselhuhn            | Haselhuhn               | Tetrastes bonasia             | regelmässiger Jahresvogel (Stand 2019)                                        | 10–15. Gefährdet wegen geringer Populationsgrösse.            | Die sehr versteckt lebende Art bewohnt in Liechtenstein störungsarme Wälder zwischen 700 und 1700 m. Aufgrund ihrer schweren Nachweisbarkeit kann kein Bestandstrend ermittelt werden. |
| Haubenmeise          | Haubenmeise             | Lophophanes cristatus         | regelmässiger Jahresvogel (Stand 2019)                                        | 450–600. Nicht gefährdet.                                     | Die Haubenmeise kommt in fast allen Wäldern des Eschnerbergs, der Hänge des Rheintals und des Gebirges in leicht abnehmenden Beständen vor. |
| Haubentaucher        | Haubentaucher           | Podiceps cristatus            | unregelmässiger Durchzügler (Stand 2006)                                      |                                                               | Die Art kann zwischen Dezember und Mai am Rhein beobachtet werden. |
| Hausrotschwanz       | Hausrotschwanz          | Phoenicurus ochruros          | regelmässiger Jahresvogel (Stand 2019)                                        | 400–600. Nicht gefährdet.                                     | Der Hausrotschwanz ist in den meisten Landesteilen vertreten und kommt bis in etwa 2250 m Höhe vor. Seit den 1980er Jahren hat sich die Population sowohl ausgebreitet als auch vergrössert. |
| Haussperling         | Haussperling            | Passer domesticus             | regelmässiger Jahresvogel (Stand 2019)                                        | 800–1500. Nicht gefährdet.                                    | Der Vogel bewohnt das gesamte Talgebiet und bei Planken und Triesenberg auch die Hänge bis in etwa 1000 m Höhe. Der Bestandstrend ist stabil oder leicht sinkend. |
| Heckenbraunelle      | Heckenbraunelle         | Prunella modularis            | regelmässiger Jahresvogel (Stand 2019)                                        | 550–700. Nicht gefährdet.                                     | Die Art brütet vor allem in den Bergen bis 2200 m, kommt aber vereinzelt auch in der Talebene und an den unteren Hängen des Rheintals vor. Der Bestand im Talraum hat in den letzten Jahrzehnten durch Habitatschwund abgenommen. |
| Heidelerche          | Heidelerche             | Lullula arborea               | ehemaliger Brutvogel, sporadischer Durchzügler (Stand 2006)                   |                                                               | Die Art ist zwischen 1956 und 1979 als Liechtensteiner Brutvogel verschwunden. Als Durchzügler wurde sie im Oktober 2003 im Ruggeller Riet und im Oktober 2012 bei Mauren nachgewiesen. |
| Höckerschwan         | Höckerschwan            | Cygnus olor                   | regelmässiger Jahresvogel (Stand 2019)                                        | 3–4. Art mit Restriktion, nicht einheimisch.                  | Die Art brütete 1972 erstmals in Liechtenstein und kommt heute an mehreren Gewässern vor allem im Norden des Landes vor. |
| Hohltaube            | Hohltaube               | Columba oenas                 | regelmässiger Sommervogel (Stand 2019)                                        | 10–15. Stark gefährdet.                                       | Die Art brütet an den Hängen des Rheintals bis 1100 m und nutzt das Tal zur Nahrungssuche. Das Vorkommen als Brutvogel ist erst seit Ende des 20. Jahrhunderts bekannt. |
| Kampfläufer          | Kampfläufer             | Calidris pugnax               | sporadischer Durchzügler (Stand 2006)                                         |                                                               | Die Art wurde zwischen März und April sowie im September am Rhein und im Ruggeller Riet beobachtet. |
| Kanadagans           | Kanadagans              | Branta canadensis             | sporadischer Durchzügler (Stand 2006)                                         |                                                               | Die Art wurde im Februar 1985 und im März 1996 als Gefangenschaftsflüchtling beobachtet. |
| Kappenammer          | Kappenammer             | Emberiza melanocephala        | Durchzügler (Stand 2014)                                                      |                                                               | Der Liechtensteiner Erstnachweis wurde im Juni 2014 im Ruggeller Riet erbracht. |
| Karmingimpel         | Karmingimpel            | Carpodacus erythrinus         | unregelmässiger Sommervogel (Stand 2019)                                      | 0–1. Art mit Restriktion.                                     | Das erste Mal wurde die Art 1995 in Liechtenstein beobachtet. Seitdem tritt sie als vereinzelter Brutvogel im Ruggeller Riet und bei Steg auf. |
| Kernbeisser          | Kernbeisser             | Coccothraustes coccothraustes | regelmässiger Jahresvogel (Stand 2019)                                        | 40–60. Nicht gefährdet.                                       | Der Kernbeisser brütet bei stabilen bis leicht zunehmenden Beständen in den Galeriewäldern entlang des Rheins, am Eschnerberg und an den unteren Hängen des Rheintals bis etwa 850 m Höhe. |
| Kiebitz              | Kiebitz                 | Vanellus vanellus             | unregelmässiger Sommervogel (Stand 2019)                                      | 0–2. Vom Aussterben bedroht.                                  | Im 20. Jahrhundert brütete der Kiebitz in mehreren Gebieten des Talraums. 2001 erfolgte der vorerst letzte Brutnachweis im Ruggeller Riet, bis sich die Art dort von 2015 bis 2017 wieder mit ein bis zwei Paaren ansiedelte. |
| Klappergrasmücke     | Klappergrasmücke        | Sylvia curruca                | regelmässiger Sommervogel (Stand 2019)                                        | 100–140. Nicht gefährdet.                                     | Die Art besiedelt in stabilen Beständen das Gebirge meist zwischen 1600 und 1900 m. Mögliche Schneeflüchter sind auch im Talraum zu beobachten. |
| Kleiber              | Kleiber                 | Sitta europaea                | regelmässiger Jahresvogel (Stand 2019)                                        | 250–350. Nicht gefährdet.                                     | Der Kleiber kommt in stabilen Beständen vor allem in den Wäldern der Hänge des Rheintals und des Eschnerbergs vor, zerstreut auch in der Talebene und im Gebirge. |
| Kleines Sumpfhuhn    | Kleines Sumpfhuhn       | Zapornia parva                | ehemaliger Durchzügler (Stand 2006)                                           |                                                               | Die Art wurde im April 1994 im Schlosswald Vaduz nachgewiesen. |
| Kleinspecht          | Kleinspecht             | Dryobates minor               | regelmässiger Jahresvogel (Stand 2019)                                        | 14–16. Stark gefährdet wegen geringer Populationsgrösse.      | Die Art brütet fast nur in den Galeriewäldern am Rhein, selten auch an anderen Stellen im Tal oder an den unteren Hanglagen. Die Populationsgrösse ist gering, aber wohl stabil. |
| Knäkente             | Knäkente                | Spatula querquedula           | regelmässiger Durchzügler (Stand 2006)                                        |                                                               | Die Knäkente ist im Oktober und von März bis Mai vereinzelt an allen Gewässern der Talebene anzutreffen. |
| Knutt                | Knutt                   | Calidris canutus              | sporadischer Durchzügler (Stand 2006)                                         |                                                               | Die Art wurde im Mai 2004 am Rhein beobachtet. |
| Kohlmeise            | Kohlmeise               | Parus major                   | regelmässiger Jahresvogel (Stand 2019)                                        | 750–900. Nicht gefährdet.                                     | Die Kohlmeise kommt in der Talebene, an den Hängen des Rheintals bis in 1600 m Höhe, im Saminatal bis Steg und im Malbuntal bis kurz vor Malbun vor. Der Bestand hat sich im Vergleich zu den 1980er Jahren etwas erhöht, heute ist er konstant. |
| Kolbenente           | Kolbenente              | Netta rufina                  | ehemaliger Durchzügler (Stand 2006)                                           |                                                               | Die Art wurde 1986, 1988, 1991 und 1992 am Rhein sowie im Dezember 2018 am Egelsee beobachtet. |
| Kolkrabe             | Kolkrabe                | Corvus corax                  | regelmässiger Jahresvogel (Stand 2019)                                        | 14–18. Nicht gefährdet.                                       | Die Art kommt spärlich im gesamten Land vor. Der Bestand hat nach dem Bejagungsende deutlich zugenommen. |
| Kormoran             | Kormoran                | Phalacrocorax carbo           | regelmässiger Durchzügler (Stand 2006)                                        |                                                               | Der Kormoran ist von Oktober bis April häufig am Rhein und am Binnenkanal anzutreffen. |
| Kornweihe            | Kornweihe               | Circus cyaneus                | regelmässiger Wintergast (Stand 2006)                                         |                                                               | Zwischen September und April kann die Art häufig im Talraum, bevorzugt im Ruggeller Riet beobachtet werden. |
| Kranich              | Kranich                 | Grus grus                     | unregelmässiger Durchzügler (Stand 2006)                                      |                                                               | Die Art wurde im März, April und November im Ruggeller Riet nachgewiesen. |
| Krickente            | Krickente               | Anas crecca                   | regelmässiger Wintergast (Stand 2006)                                         |                                                               | Die Krickente ist von Oktober bis Mai sehr häufig am Rhein und an weiteren Gewässern anzutreffen. |
| Kuckuck              | Kuckuck                 | Cuculus canorus               | regelmässiger Sommervogel (Stand 2019)                                        | 30–40. Gefährdet.                                             | Der Kuckuck kommt in vielen Teilen Liechtensteins sowohl im Tal als auch in den Bergen vor. Sein Bestand hat seit Anfang des 21. Jahrhunderts abgenommen. |
| Kuhreiher            | Kuhreiher               | Bubulcus ibis                 | ehemaliger Durchzügler (Stand 2006)                                           |                                                               | Die Art wurde im Mai 1978 und im Dezember 2006 im Ruggeller Riet beobachtet. |
| Lachmöwe             | Lachmöwe                | Chroicocephalus ridibundus    | regelmässiger Durchzügler (Stand 2006)                                        |                                                               | Die Art ist ganzjährig in geringen Zahlen am Rhein anzutreffen. |
| Löffelente           | Löffelente              | Spatula clypeata              | regelmässiger Durchzügler (Stand 2006)                                        |                                                               | Die Löffelente ist von Dezember bis April selten am Rhein und am Binnenkanal anzutreffen. |
| Mandarinente         | Mandarinente            | Aix galericulata              | unregelmässiger Wintergast (Stand 2006)                                       |                                                               | Die Art kann im Winter vereinzelt an allen Talgewässern nachgewiesen werden, ausnahmsweise auch im Sommer. |
| Mauerläufer          | Mauerläufer             | Tichodroma muraria            | regelmässiger Jahresvogel (Stand 2019)                                        | 10–20. Gefährdung droht.                                      | Zwischen 575 und 2160 m Höhe ist der Mauerläufer in geeigneten Habitaten anzutreffen. Aufgrund seiner schweren Nachweisbarkeit kann kein Bestandstrend ermittelt werden. |
| Mauersegler          | Mauersegler             | Apus apus                     | regelmässiger Sommervogel (Stand 2019)                                        | 150–200. Nicht gefährdet.                                     | Der Mauersegler brütet in stabilen Beständen verbreitet im Talraum und seltener im Berggebiet auf 1300 m (Triesenberg und Steg). Nahrungssuchende Vögel dringen bis in die alpine Zone vor. |
| Mäusebussard         | Mäusebussard            | Buteo buteo                   | regelmässiger Jahresvogel (Stand 2019)                                        | 20–30. Nicht gefährdet.                                       | Bei dieser Art mit stabilem Bestand handelt es sich um den häufigsten Greifvogel Liechtensteins, der vor allem im Talraum, aber auch in höheren Lagen brütet. |
| Mehlschwalbe         | Mehlschwalbe            | Delichon urbicum              | regelmässiger Sommervogel (Stand 2019)                                        | 150–220. Nicht gefährdet.                                     | Die Art brütet im gesamten Talgebiet. Früher kam sie auch in Triesenberg vor, was seitdem einen leichten Bestandsrückgang vermuten lässt. |
| Merlin               | Merlin                  | Falco columbarius             | unregelmässiger Durchzügler (Stand 2006)                                      |                                                               | Von Oktober bis April kann der Merlin im Talraum beobachtet werden. |
| Misteldrossel        | Misteldrossel           | Turdus viscivorus             | regelmässiger Jahresvogel (Stand 2019)                                        | 250–300. Nicht gefährdet.                                     | Die Art bewohnt in stabilen Beständen vor allem die Berge bis in 1800 m, vereinzelt auch die Talebene. |
| Mittelsäger          | Mittelsäger             | Mergus serrator               | unregelmässiger Durchzügler (Stand 2006)                                      |                                                               | Die Art kann von Januar bis Februar am Rhein beobachtet werden. |
| Mittelspecht         | Mittelspecht            | Leiopicus medius              | ehemaliger Durchzügler (Stand 2006)                                           |                                                               | Die Art wurde im Februar 1977 in Weienau Ruggell beobachtet. |
| Mönchsgrasmücke      | Mönchsgrasmücke         | Sylvia atricapilla            | regelmässiger Sommervogel (Stand 2019)                                        | 900–1200. Nicht gefährdet.                                    | Abgesehen von der alpinen Zone oberhalb von 1820 m kommt die Art bei wachsenden Beständen überall in Liechtenstein vor. |
| Mönchsmeise          | Mönchsmeise             | Poecile montanus              | regelmässiger Jahresvogel (Stand 2019)                                        | 2–5 (Weidenmeise). 230–320 (Alpenmeise). Nicht gefährdet.     | In Liechtenstein kommen zwei Gesangsformen der Mönchsmeise vor: Die Weidenmeise wurde lokal an Hängen auf 720 m nachgewiesen. Die deutlich häufigere Alpenmeise bewohnt die Berge zwischen 1100 und 1940 m und hat in den letzten Jahrzehnten abgenommen. |
| Moorente             | Moorente                | Aythya nyroca                 | unregelmässiger Durchzügler (Stand 2006)                                      |                                                               | Die Art wurde von Januar bis Mai als möglicher Gefangenschaftsflüchtling nachgewiesen. |
| Nachtigall           | Nachtigall              | Luscinia megarhynchos         | regelmässiger Sommervogel (Stand 2019)                                        | 5–10. Vom Aussterben bedroht.                                 | Die Nachtigall bewohnt heute hauptsächlich das Ruggeller Riet und vereinzelt weitere Talbereiche bis in den Süden des Landes. Der Brutbestand ist klein und starken Schwankungen unterworfen, Anfang der 2000er Jahre war die Art nur ein sporadischer Brutvogel.                                                                                                  |
| Nachtreiher          | Nachtreiher             | Nycticorax nycticorax         | sporadischer Durchzügler (Stand 2006)                                         |                                                               | Die Art wurde u. a. im März 1996, im März/April 2000, sowie vermehrt ab 2013 zum Beispiel in Birka, im Bannriet, im Ruggeller Riet, am Binnenkanal und am Gampriner Seelein beobachtet. |
| Nebelkrähe           | Nebelkrähe              | Corvus cornix                 | Durchzügler und Wintergast (Stand 2006)                                       |                                                               | Nebelkrähen oder Hybride zwischen Nebel- und Rabenkrähe sind hauptsächlich im Winter vereinzelt in Liechtenstein zu beobachten. |
| Neuntöter            | Neuntöter               | Lanius collurio               | regelmässiger Sommervogel (Stand 2019)                                        | 4–8. Vom Aussterben bedroht.                                  | Der Neuntöter besiedelte in den 1980er Jahren noch die gesamte Talebene, heute hat er sich nach einem starken Rückgang vor allem in das Ruggeller Riet zurückgezogen. |
| Nilgans              | Nilgans                 | Alopochen aegyptiaca          | sporadischer Jahresvogel (Stand 2019)                                         | 0–1. Nicht einheimisch.                                       | Bislang brütete die Art erst einmal in Liechtenstein, und zwar 2017 bei Nendeln. Sie wurde allerdings auch in den vorherigen Jahren bereits ganzjährig nachgewiesen. |
| Orpheusspötter       | Orpheusspötter          | Hippolais polyglotta          | unregelmässiger Sommervogel (Stand 2019)                                      | 0–3. Stark gefährdet.                                         | Die erste Brut in Liechtenstein wurde 2004 dokumentiert. Seitdem sind immer wieder einzelne Vögel am Rhein zwischen Ruggell und Balzers anzutreffen. |
| Ortolan              | Ortolan                 | Emberiza hortulana            | ehemaliger Brutvogel, sporadischer Durchzügler (Stand 2006)                   |                                                               | Die Art ist zwischen 1956 und 1979 als Liechtensteiner Brutvogel verschwunden. Neuere Beobachtungen von rastenden Individuen stammen vom April 1997 und vom Mai 1998 aus dem Ruggeller Riet sowie vom April 2020 vom Egelsee. |
| Pfeifente            | Pfeifente               | Mareca penelope               | unregelmässiger Durchzügler und Wintergast (Stand 2006)                       |                                                               | Die Art kann von Oktober bis April selten am Rhein beobachtet werden. |
| Pfuhlschnepfe        | Pfuhlschnepfe           | Limosa lapponica              | ehemaliger Durchzügler (Stand 2006)                                           |                                                               | Die Art wurde im April und Mai 1983 am Rhein beobachtet. |
| Pirol                | Pirol                   | Oriolus oriolus               | regelmässiger Sommervogel (Stand 2019)                                        | 8–12. Stark gefährdet.                                        | Der Pirol kommt in konstanten Beständen hauptsächlich in den Galeriewäldern entlang des Rheins nördlich von Schaan vor, vereinzelt auch in den umliegenden Gebieten. |
| Prachttaucher        | Prachttaucher           | Gavia arctica                 | Durchzügler (Stand 2015)                                                      |                                                               | Der Liechtensteiner Erstnachweis wurde im Juni 2015 am Rhein bei Eschen erbracht. |
| Purpurreiher         | Purpurreiher            | Ardea purpurea                | sporadischer Durchzügler (Stand 2006)                                         |                                                               | Die Art wurde im Oktober und von April bis Juni an einzelnen Stellen im Talraum nachgewiesen. |
| Rabenkrähe           | Rabenkrähe              | Corvus corone                 | regelmässiger Jahresvogel (Stand 2019)                                        | 120–150. Nicht gefährdet.                                     | Die Rabenkrähe brütet in der gesamten Talebene und im südliche Zentrum des Landes auch im Gebirge und den Bergtälern. Gegenüber den 1980er Jahren hat sich die Art erheblich ausgebreitet und der Bestand ist dementsprechend gestiegen. |
| Rallenreiher         | Rallenreiher            | Ardeola ralloides             | Durchzügler (Stand 2020)                                                      |                                                               | Die Art wurde im Mai 2020 in mehreren Gebieten des Talraums an Gewässern beobachtet. |
| Raubwürger           | Raubwürger              | Lanius excubitor              | ehemaliger Brutvogel, regelmässiger Wintergast (Stand 2006)                   |                                                               | Die Art ist zwischen 1956 und 1979 als Liechtensteiner Brutvogel verschwunden. Als Wintergast tritt er häufig von September bis März in der Talebene, besonders im Ruggeller Riet auf. |
| Rauchschwalbe        | Rauchschwalbe           | Hirundo rustica               | regelmässiger Sommervogel (Stand 2019)                                        | 50–80. Gefährdung droht.                                      | Die Rauchschwalbe brütet in der gesamten Talebene mit seit Beginn des 21. Jahrhunderts stabilen Beständen, dem ein deutlicher Bestandsrückgang in der zweiten Hälfte des 20. Jahrhunderts vorausging. |
| Raufussbussard       | Raufussbussard          | Buteo lagopus                 | sporadischer Durchzügler (Stand 2006)                                         |                                                               | Die Art wurde im Dezember 1996 im Ruggeller Riet und Anfang 2019 im Grossriet nördlich Schaan beobachtet. |
| Raufusskauz          | Raufusskauz             | Aegolius funereus             | regelmässiger Jahresvogel (Stand 2019)                                        | 2–4. Vom Aussterben bedroht.                                  | Das Vorkommen beschränkt sich auf die subalpinen Wälder im Berggebiet und der Bestand hat seit den 1980er Jahren stark abgenommen. |
| Rebhuhn              | Rebhuhn                 | Perdix perdix                 | ehemaliger Brutvogel (Stand 2006)                                             |                                                               | Die Art kommt seit 1976 nicht mehr in Liechtenstein vor. Davor brütete sie im Schaaner und Ruggeller Riet. |
| Regenbrachvogel      | Regenbrachvogel         | Numenius phaeopus             | sporadischer Durchzügler (Stand 2006)                                         |                                                               | Die Art wurde im April 1999 am Rhein beobachtet. |
| Reiherente           | Reiherente              | Aythya fuligula               | regelmässiger Sommervogel (Stand 2019)                                        | 3–5. Stark gefährdet.                                         | Die Art brütete 1993 erstmals in Liechtenstein. Heute sind die Sägaweier im Südwesten Liechtensteins der einzige Brutplatz. |
| Ringdrossel          | Ringdrossel             | Turdus torquatus              | regelmässiger Sommervogel (Stand 2019)                                        | 350–550. Nicht gefährdet.                                     | Die Art brütet im Gebirge zwischen 1200 und 2200 m, hauptsächlich zwischen 1600 und 1900 m. Es hat wohl eine leichte Bestandsabnahme stattgefunden. |
| Ringeltaube          | Ringeltaube             | Columba palumbus              | regelmässiger Jahresvogel (Stand 2019)                                        | 240–280. Nicht gefährdet.                                     | Die Ringeltaube ist in ganz Liechtenstein weit verbreitet, nur oberhalb von 1600 m kommt sie nicht vor. Der Brutbestand ist seit Anfang des 21. Jahrhunderts deutlich angestiegen. |
| Rohrammer            | Rohrammer               | Emberiza schoeniclus          | regelmässiger Sommervogel (Stand 2019)                                        | 14–20. Gefährdet.                                             | Die Art bewohnt in stabilen Beständen das Ruggeller Riet, den Schwabbrünnen-Äscher und die Umgebung des Egelsees. |
| Rohrdommel           | Rohrdommel              | Botaurus stellaris            | sporadischer Durchzügler (Stand 2006)                                         |                                                               | Die Art wurde im März 1997 am Scheidgraba (Grenze zwischen Ober- und Unterland), im Januar 2014 am Gampriner Seelein und im März 2019 in der Kohlbrugg bei Balzers beobachtet. |
| Rohrschwirl          | Rohrschwirl             | Locustella luscinioides       | sporadischer Durchzügler (Stand 2006)                                         |                                                               | Die Art wurde im Mai 1997 in Triesen beobachtet. |
| Rohrweihe            | Rohrweihe               | Circus aeruginosus            | regelmässiger Durchzügler (Stand 2006)                                        |                                                               | Zwischen März und Mai sowie August und Oktober kann die Art spärlich im Talraum, bevorzugt im Ruggeller Riet beobachtet werden. |
| Rostgans             | Rostgans                | Tadorna ferruginea            | ehemaliger Durchzügler (Stand 2006)                                           |                                                               | Die Art wurde zwischen Oktober 1973 und Januar 1974 als Gefangenschaftsflüchtling beobachtet. |
| Rotdrossel           | Rotdrossel              | Turdus iliacus                | unregelmässiger Durchzügler und Wintergast (Stand 2006)                       |                                                               | Von September bis April kann die Rotdrossel im Talraum nachgewiesen werden. |
| Rötelfalke           | Rötelfalke              | Falco naumanni                | ehemaliger Durchzügler (Stand 2006)                                           |                                                               | Die Art wurde im August 1952 bei Vaduz beobachtet. |
| Rotfussfalke         | Rotfussfalke            | Falco vespertinus             | sporadischer Durchzügler (Stand 2006)                                         |                                                               | Die Art wurde im Mai 1997 im Ruggeller Riet, im April 2013 am Egelsee, im Mai 2015 im Ruggeller Riet und bei Eschen, im Mai 2017 im Ruggeller Riet, im April 2018 am Egelsee und im Mai 2019 im Ruggeller Riet beobachtet. |
| Rotkehlchen          | Rotkehlchen             | Erithacus rubecula            | regelmässiger Jahresvogel (Stand 2019)                                        | 1500–2000. Nicht gefährdet.                                   | Das Rotkehlchen ist in Liechtenstein fast flächendeckend vertreten und fehlt nur oberhalb von etwa 1870 m. Es hat sich in den vergangenen Jahrzehnten zwar etwas ausgebreitet, der Bestand dürfte aber nicht gewachsen sein. |
| Rotkehlpieper        | Rotkehlpieper           | Anthus cervinus               | ehemaliger Durchzügler (Stand 2006)                                           |                                                               | Die Art wurde im März 1976, im Oktober 1978 und im April 1980 am Rhein beobachtet. |
| Rotkopfwürger        | Rotkopfwürger           | Lanius senator                | ehemaliger Brutvogel (Stand 2006)                                             |                                                               | Die Art ist zwischen 1956 und 1979 als Liechtensteiner Brutvogel verschwunden. Die Letztbeobachtung stammt vom Juni 1980. Im Juni 2015 wurde erneut ein Vogel im Ruggeller Riet beobachtet. |
| Rotmilan             | Rotmilan                | Milvus milvus                 | regelmässiger Jahresvogel (Stand 2019)                                        | 4–6. Nicht gefährdet.                                         | Seit den 1990er Jahren hat sich die Art in Liechtenstein ausgebreitet und brütet heute in der gesamten Talebene und in niedrigeren Hanggebieten. |
| Rotschenkel          | Rotschenkel             | Tringa totanus                | sporadischer Durchzügler (Stand 2006)                                         |                                                               | Die Art wurde im April 2000 und 2001 am Rhein sowie im Mai 2016 im Ruggeller Riet und bei Eschen beobachtet. |
| Waldsaatgans         | Waldsaatgans            | Anser fabalis                 | sporadischer Durchzügler, ehemaliger Wintergast (Stand 2006)                  |                                                               | Früher war die Art von Dezember bis Februar ein wenig häufiger Wintergast in der Talebene. Neuere Nachweise stammen vom Februar 1996 und März 2003. |
| Saatkrähe            | Saatkrähe               | Corvus frugilegus             | ehemaliger Durchzügler und Wintergast (Stand 2006)                            |                                                               | Die Art wurde von September bis März im Talraum nachgewiesen. |
| Säbelschnäbler       | Säbelschnäbler          | Recurvirostra avosetta        | ehemaliger Durchzügler (Stand 2006)                                           |                                                               | Die Art wurde im November und Dezember 1989 am Rhein beobachtet. |
| Sanderling           | Sanderling              | Calidris alba                 | sporadischer Durchzügler (Stand 2006)                                         |                                                               | Die Art wurde im September 1996 und August/September 2001 am Rhein beobachtet. |
| Sandregenpfeifer     | Sandregenpfeifer        | Charadrius hiaticula          | unregelmässiger Durchzügler (Stand 2006)                                      |                                                               | Die Art kann zwischen März und April sowie September und November am Rhein beobachtet werden. |
| Schafstelze          | Schafstelze             | Motacilla flava               | ehemaliger Brutvogel, regelmässiger Durchzügler (Stand 2006)                  |                                                               | Die Art ist zwischen 1990 und 1999 als Liechtensteiner Brutvogel verschwunden. Von April bis Mai und im September tritt sie im Talraum als spärlicher Durchzügler auf. |
| Schelladler          | Schelladler             | Clanga clanga                 | sporadischer Durchzügler (Stand 2006)                                         |                                                               | Die Art wurde im April 2000 bei Ruggell beobachtet. |
| Schellente           | Schellente              | Bucephala clangula            | unregelmässiger Wintergast (Stand 2006)                                       |                                                               | Die Schellente ist von Dezember bis April am Rhein und am Binnenkanal anzutreffen. |
| Schilfrohrsänger     | Schilfrohrsänger        | Acrocephalus schoenobaenus    | ehemaliger Durchzügler (Stand 2006)                                           |                                                               | Die Art wurde im August 1949 bei Schaan und im August 2017 am Egelsee beobachtet. |
| Schlagschwirl        | Schlagschwirl           | Locustella fluviatilis        | unregelmässiger Sommervogel (Stand 2006)                                      |                                                               | 1995, 1996, 1997 und 2003 gab es Beobachtungen singender Männchen am Rhein auf Höhe des Gampriner Seelein und im Ruggeller Riet. |
| Schleiereule         | Schleiereule            | Tyto alba                     | sporadischer Sommervogel (Stand 2019)                                         | 0–2. Vom Aussterben bedroht.                                  | Es gibt vereinzelte Brutnachweise aus der Talebene. |
| Schnatterente        | Schnatterente           | Mareca strepera               | unregelmässiger Wintergast (Stand 2006)                                       |                                                               | Die Schnatterente ist von Oktober bis April am Rhein und am Binnenkanal anzutreffen. |
| Schneesperling       | Schneesperling          | Montifringilla nivalis        | regelmässiger Jahresvogel (Stand 2019)                                        | 5–8. Gefährdung droht.                                        | Der Schneesperling kommt nur im Hochgebirge zwischen etwa 2000 und 2500 m im äussersten Südosten des Landes vor, wobei sein Bestand seit den 1980er Jahren wohl leicht gestiegen ist. |
| Schreiadler          | Schreiadler             | Clanga pomarina               | sporadischer Durchzügler (Stand 2006)                                         |                                                               | Die Art wurde im September 2000 bei Gamprin beobachtet. |
| Schwanzmeise         | Schwanzmeise            | Aegithalos caudatus           | regelmässiger Jahresvogel (Stand 2019)                                        | 30–50. Nicht gefährdet.                                       | Die Art kommt lokal in der Talebene, an den unteren Hängen des Rheintals und im unteren Saminatal bis 1000 m vor. Die Bestände sind seit den 1980er Jahren stabil. |
| Schwarzhalstaucher   | Schwarzhalstaucher      | Podiceps nigricollis          | ehemaliger Durchzügler (Stand 2006)                                           |                                                               | Es gibt zwei Nachweise vom Dezember 1981 und vom Juli 1994 am Rhein. |
| Schwarzkehlchen      | Schwarzkehlchen         | Saxicola rubicola             | regelmässiger Jahresvogel (Stand 2019)                                        | 40–60. Nicht gefährdet.                                       | Das erste Mal wurde das Schwarzkehlchen im Jahr 1972 in Liechtenstein beobachtet. Seitdem hat es sich als Brutvogel entlang des gesamten Rheindamms und lokal in weiteren Talbereichen etabliert. |
| Schwarzkopfmöwe      | Schwarzkopfmöwe         | Ichthyaetus melanocephalus    | Durchzügler (Stand 2017)                                                      |                                                               | Der Liechtensteiner Erstnachweis wurde im April 2017 am Rhein auf der Höhe von Buchs erbracht. |
| Schwarzmilan         | Schwarzmilan            | Milvus migrans                | regelmässiger Sommervogel (Stand 2019)                                        | 5–8. Nicht gefährdet.                                         | Die Art brütet in der gesamten Talebene, hauptsächlich im Norden des Landes. In den 2010er Jahren war nach vorherigem Bestandsrückgang eine leichte Zunahme festzustellen. |
| Schwarzspecht        | Schwarzspecht           | Dryocopus martius             | regelmässiger Jahresvogel (Stand 2019)                                        | 25–30. Nicht gefährdet.                                       | Der Schwarzspecht kommt in den Bergwäldern meist oberhalb von 800 m verbreitet vor, wobei sein Bestand seit Beginn des 21. Jahrhunderts konstant geblieben ist oder leicht zugenommen hat. |
| Schwarzstirnwürger   | Schwarzstirnwürger      | Lanius minor                  | sporadischer Durchzügler (Stand 2006)                                         |                                                               | Die Art wurde im September 1995 im Eschner Riet beobachtet. |
| Schwarzstorch        | Schwarzstorch           | Ciconia nigra                 | unregelmässiger Durchzügler (Stand 2006)                                      |                                                               | Die Art wurde von April bis Juni und August bis Oktober vereinzelt in der Talebene nachgewiesen. |
| Seeadler             | Seeadler                | Haliaeetus albicilla          | ehemaliger Durchzügler (Stand 2006)                                           |                                                               | Es gibt nur einen Nachweis von 1927. |
| Seggenrohrsänger     | Seggenrohrsänger        | Acrocephalus paludicola       | Durchzügler (Stand 2015)                                                      |                                                               | Der Liechtensteiner Erstnachweis wurde im August 2015 am Egelsee erbracht. |
| Seidenreiher         | Seidenreiher            | Egretta garzetta              | unregelmässiger Durchzügler (Stand 2006)                                      |                                                               | Die Art kann im Mai und Juni entlang des Rheins beobachtet werden. |
| Seidenschwanz        | Seidenschwanz           | Bombycilla garrulus           | sporadischer Durchzügler und Wintergast (Stand 2006)                          |                                                               | Die Art wurde 2001, 2004 und 2013 nachgewiesen. |
| Sichelstrandläufer   | Sichelstrandläufer      | Calidris ferruginea           | Durchzügler (Stand 2018)                                                      |                                                               | Der Liechtensteiner Erstnachweis wurde im Mai 2018 am Rhein bei Schaan erbracht. |
| Silberreiher         | Silberreiher            | Egretta alba                  | regelmässiger Wintergast (Stand 2006)                                         |                                                               | Die Art kann von Oktober bis April vereinzelt im gesamten Talraum beobachtet werden. |
| Singdrossel          | Singdrossel             | Turdus philomelos             | regelmässiger Sommervogel (Stand 2019)                                        | 1000–1200. Nicht gefährdet.                                   | Die Art kommt fast überall vor und meidet nur gehölzarme Ackergebiete, dichte Siedlungen und die alpine Zone oberhalb von 1800 m. Die Bestände sind stabil. |
| Singschwan           | Singschwan              | Cygnus cygnus                 | ehemaliger Durchzügler (Stand 2006)                                           |                                                               | Die Art wurde im Oktober 1973 am Rhein bei Schaan beobachtet. |
| Sommergoldhähnchen   | Sommergoldhähnchen      | Regulus ignicapilla           | regelmässiger Sommervogel (Stand 2019)                                        | 300–400. Nicht gefährdet.                                     | Die Art besiedelt die Wälder des Gebirges bis 1720 m, der Rheintalhänge, des Eschnerbergs und am Rhein. In den letzten Jahrzehnten ist der Bestand stark zurückgegangen. |
| Sperber              | Sperber                 | Accipiter nisus               | regelmässiger Jahresvogel (Stand 2019)                                        | 10–14. Nicht gefährdet.                                       | Die Art brütet im ganzen Land sowohl im Tal- als auch im Bergraum, ausserhalb der Brutzeit tritt sie vor allem in der Talebene auf. Der Bestand ist stabil. |
| Sperlingskauz        | Sperlingskauz           | Glaucidium passerinum         | regelmässiger Jahresvogel (Stand 2019)                                        | 6–10. Gefährdet.                                              | Der Sperlingskauz brütet in den Bergen oberhalb von 1200 m. Der Bestand hat gegenüber den 1980er Jahren leicht zugenommen und ist seit Anfang des 21. Jahrhunderts relativ konstant. |
| Spiessente           | Spiessente              | Anas acuta                    | unregelmässiger Durchzügler (Stand 2006)                                      |                                                               | Die Art kann von Oktober bis April am Rhein beobachtet werden. |
| Star                 | Star                    | Sturnus vulgaris              | regelmässiger Jahresvogel (Stand 2019)                                        | 350–450. Nicht gefährdet.                                     | Neben einem Vorkommen in Triesenberg bis in 800 m Höhe ist der Star im gesamten Talraum vertreten. Der Bestand stieg gegen Ende des 20. Jahrhunderts an, seitdem ist er relativ konstant. |
| Steinadler           | Steinadler              | Aquila chrysaetos             | regelmässiger Jahresvogel (Stand 2019)                                        | 0–2. Art mit Restriktion.                                     | Die Art brütet in Liechtenstein in höheren Lagen, auf Jagdflügen ist sie auch in der Talebene anzutreffen. Mit maximal zwei Brutpaaren wird die optimale Dichte erreicht. |
| Steinhuhn            | Steinhuhn               | Alectoris graeca              | ehemaliger Brutvogel (Stand 2019)                                             |                                                               | Die Art ist zwischen 2000 und 2018 als Liechtensteiner Brutvogel verschwunden. |
| Steinkauz            | Steinkauz               | Athene noctua                 | ehemaliger Brutvogel (Stand 2006)                                             |                                                               | Die Art ist zwischen 1956 und 1979 als Liechtensteiner Brutvogel verschwunden. |
| Steinrötel           | Steinrötel              | Monticola saxatilis           | sporadischer Sommervogel (Stand 2019)                                         | 0–2. Vom Aussterben bedroht.                                  | Die Art brütet wohl vereinzelt im unzugänglichen Gebirge im Südosten des Landes. |
| Steinschmätzer       | Steinschmätzer          | Oenanthe oenanthe             | regelmässiger Sommervogel (Stand 2019)                                        | 15–20. Gefährdung droht.                                      | Die Art brütet nur im Gebirge zwischen 1550 und 2250 m, wobei ihr Bestand gegenüber den 1980er Jahren leicht zugenommen hat. Darüber hinaus ist der Vogel als häufiger Durchzügler in der Talebene zu beobachten. |
| Stelzenläufer        | Stelzenläufer           | Himantopus himantopus         | Durchzügler (Stand 2017)                                                      |                                                               | Der Liechtensteiner Erstnachweis wurde im April 2017 am Egelsee erbracht. |
| Steppenweihe         | Steppenweihe            | Circus macrourus              | ehemaliger Durchzügler (Stand 2006)                                           |                                                               | Es gibt nur einen Nachweis von 1950. |
| Stockente            | Stockente               | Anas platyrhynchos            | regelmässiger Jahresvogel (Stand 2019)                                        | 30–50. Nicht gefährdet.                                       | Die Art bewohnt hauptsächlich Gewässer der Talebene sowie den Stausee Steg, wobei sich ihr Bestand im Laufe der 2010er Jahre etwa verdoppelt hat. |
| Strassentaube        | Strassentaube           | Columba livia f. domestica    | regelmässiger Jahresvogel (Stand 2019)                                        | 80–110. Nicht gefährdet, nicht einheimisch.                   | Die Strassentaube bewohnt mit zunehmendem Bestand die Liechtensteiner Siedlungen und Bauernhöfe der Talebene. |
| Sturmmöwe            | Sturmmöwe               | Larus canus                   | sporadischer Durchzügler (Stand 2006)                                         |                                                               | Die Art wurde im Dezember und Januar am Rhein und im Ruggeller Riet nachgewiesen. |
| Sumpfmeise           | Sumpfmeise              | Poecile palustris             | regelmässiger Jahresvogel (Stand 2019)                                        | 200–300. Nicht gefährdet.                                     | Die Art brütet in stabilen Beständen in der Talebene und an den Hängen des Rheintals bis 1450 m. Lokal kann sie auch im unteren Saminatal beobachtet werden. |
| Sumpfohreule         | Sumpfohreule            | Asio flammeus                 | ehemaliger Durchzügler (Stand 2006)                                           |                                                               | Die Art wurde im Oktober 1989 und im November 2017 im Ruggeller Riet sowie im April 2020 am Egelsee beobachtet. |
| Sumpfrohrsänger      | Sumpfrohrsänger         | Acrocephalus palustris        | regelmässiger Sommervogel (Stand 2019)                                        | 150–250. Nicht gefährdet.                                     | Die Bestände des Sumpfrohrsängers haben in den letzten Jahrzehnten deutlich zugenommen und konzentrieren sich heute auf das Ruggeller Riet, den Bereich zwischen Eschen und Schaan und vereinzelt auch das Gebiet um Balzers. |
| Tafelente            | Tafelente               | Aythya ferina                 | regelmässiger Durchzügler und Wintergast (Stand 2006)                         |                                                               | Die Art kann von Oktober bis April spärlich am Rhein, am Gampriner Seelein und in Hälos beobachtet werden. |
| Tannenhäher          | Tannenhäher             | Nucifraga caryocatactes       | regelmässiger Jahresvogel (Stand 2019)                                        | 50–70. Nicht gefährdet.                                       | Der Tannenhäher brütet in den Bergen zwischen 600 und 1970 m. Ausserhalb der Brutzeit dringt er zur Nahrungssuche in die Talebene vor. |
| Tannenmeise          | Tannenmeise             | Periparus ater                | regelmässiger Jahresvogel (Stand 2019)                                        | 1400–2000. Nicht gefährdet.                                   | Die Tannenmeise kommt in allen Wäldern des Eschnerbergs, der Hänge des Rheintals und des Gebirges bis 1970 m in stabilen Beständen vor. |
| Teichhuhn            | Teichhuhn               | Gallinula chloropus           | regelmässiger Jahresvogel (Stand 2019)                                        | 10–15. Nicht gefährdet.                                       | Das Teichhuhn brütet in stabilen Beständen an kleinen Gewässern des Talraums zwischen Ruggell und Vaduz. |
| Teichrohrsänger      | Teichrohrsänger         | Acrocephalus scirpaceus       | regelmässiger Sommervogel (Stand 2019)                                        | 8–12. Gefährdet.                                              | Die Art kommt in geringen, aber konstanten Beständen an verschiedenen Stellen der Talebene zwischen dem Ruggeller Riet bis Balzers. |
| Temminckstrandläufer | Temminckstrandläufer    | Calidris temminckii           | ehemaliger Durchzügler (Stand 2006)                                           |                                                               | Die Art wurde im September 1949 am Rhein beobachtet. |
| Trauerschnäpper      | Trauerschnäpper         | Ficedula hypoleuca            | regelmässiger Sommervogel (Stand 2019)                                        | 2–5. Vom Aussterben bedroht wegen geringer Populationsgrösse. | Zur Brutzeit tritt der Trauerschnäpper nur sporadisch im Talraum von Schaan auf, zur Zugzeit auch anderswo. Bis in die 1970er Jahre war er noch ein verbreiteter Brutvogel. |
| Trauerseeschwalbe    | Trauerseeschwalbe       | Chlidonias niger              | ehemaliger Durchzügler (Stand 2006)                                           |                                                               | Die Art wurde nur im Mai am Rhein nachgewiesen. |
| Tüpfelsumpfhuhn      | Tüpfelsumpfhuhn         | Porzana porzana               | ehemaliger Brutvogel und Durchzügler (Stand 2006)                             |                                                               | Die Art ist zwischen 1990 und 1999 als Liechtensteiner Brutvogel verschwunden. Zwischen 2015 und mindestens 2018 war sie ein jährlicher Durchzügler am Egelsee. |
| Türkentaube          | Türkentaube             | Streptopelia decaocto         | regelmässiger Jahresvogel (Stand 2019)                                        | 40–60. Nicht gefährdet.                                       | Seit 1954 brütet die Türkentaube in Liechtenstein. Seitdem hat sie stark zugenommen und kommt heute in vielen Siedlungen des Tals vor. |
| Turmfalke            | Turmfalke               | Falco tinnunculus             | regelmässiger Jahresvogel (Stand 2019)                                        | 20–25. Nicht gefährdet.                                       | Der Turmfalke brütet weit verbreitet von der Talebene bis in die Berge, wobei sein Bestand seit den 1980er Jahren leicht zugenommen hat. |
| Turteltaube          | Turteltaube             | Streptopelia turtur           | unregelmässiger Sommervogel (Stand 2019)                                      | 0–2. Vom Aussterben bedroht.                                  | In Liechtenstein ist die Art wohl seit langem kein regelmässiger Brutvogel. Es gibt nur sporadische Brutzeitbeobachtungen. |
| Uferschnepfe         | Uferschnepfe            | Limosa limosa                 | ehemaliger Durchzügler (Stand 2006)                                           |                                                               | Die Art wurde zwischen März und Mai am Rhein und im Ruggeller Riet sowie im August und September 2018 auch am Egelsee beobachtet. |
| Uferschwalbe         | Uferschwalbe            | Riparia riparia               | regelmässiger Durchzügler (Stand 2006)                                        |                                                               | Die Art kann von April bis Mai und August bis September spärlich vor allem am Rhein beobachtet werden. |
| Uhu                  | Uhu                     | Bubo bubo                     | regelmässiger Jahresvogel (Stand 2019)                                        | 3–5. Stark gefährdet.                                         | Die Art brütet in den unteren Hanglagen des Rheintals. In den 2010er Jahren wurde ein Brutstandort verlassen, weswegen man einem leichten Bestandsrückgang ausgehen kann. |
| Wacholderdrossel     | Wacholderdrossel        | Turdus pilaris                | regelmässiger Jahresvogel (Stand 2019)                                        | 280–350. Nicht gefährdet.                                     | Die Art kommt in der gesamten Talebene und an einzelnen Stellen im Gebirge (vor allem Steg-Malbun) vor. Seit 1928 brütet sie in Liechtenstein, in den letzten Jahren ist der Bestand wohl annähernd konstant geblieben. |
| Wachtel              | Wachtel                 | Coturnix coturnix             | regelmässiger Jahresvogel (Stand 2019)                                        | 1–6. Vom Aussterben bedroht.                                  | Während die Art früher in der gesamten Talebene brütete, stellt das Ruggeller Riet heute den einzigen regelmässigen Brutplatz dar. |
| Wachtelkönig         | Wachtelkönig            | Crex crex                     | regelmässiger Jahresvogel (Stand 2019)                                        | 0–3. Vom Aussterben bedroht.                                  | Die Art brütet in stark schwankenden, geringen Beständen im Ruggeller und Eschner Riet. |
| Waldbaumläufer       | Waldbaumläufer          | Certhia familiaris            | regelmässiger Jahresvogel (Stand 2019)                                        | 350–450. Nicht gefährdet.                                     | Die Art ist in den Bergwäldern, auch am Rheintalhang bis 1800 m anzutreffen. Zerstreut brütet sie auch im Tal und auf dem Eschnerberg. Der Bestand hat gegenüber den 1980er Jahren wohl leicht abgenommen. |
| Waldkauz             | Waldkauz                | Strix aluco                   | regelmässiger Jahresvogel (Stand 2019)                                        | 35–45. Nicht gefährdet.                                       | Die Art brütet in stabilen Beständen selten in der Talebene und häufiger an den Hängen des Rheintals bis 1350 m. |
| Waldlaubsänger       | Waldlaubsänger          | Phylloscopus sibilatrix       | regelmässiger Sommervogel (Stand 2019)                                        | 15–20. Stark gefährdet.                                       | Als Brutvogel kommt der Waldlaubsänger spärlich an den Hängen des Rheintals und an einigen Stellen im Talraum vor. Durchzügler sind in den Galeriewäldern entlang des Rheins anzutreffen. Der Brutbestand hat im Vergleich zu den 1980er Jahren stark abgenommen.                                                                                                  |
| Waldohreule          | Waldohreule             | Asio otus                     | regelmässiger Jahresvogel (Stand 2019)                                        | 5–8. Stark gefährdet.                                         | Die Waldohreule hat sich in den vergangenen Jahrzehnten bei einer starken Bestandsabnahme auf das Talgebiet zurückgezogen, wo sie heute in geringer Anzahl im Ober- und Unterland brütet. |
| Waldschnepfe         | Waldschnepfe            | Scolopax rusticola            | regelmässiger Sommervogel (Stand 2019)                                        | 8–14. Gefährdet wegen geringer Populationsgrösse.             | Die Art kommt in Liechtenstein im Gebirgswald oberhalb von 1400 m vor. |
| Waldwasserläufer     | Waldwasserläufer        | Tringa ochropus               | regelmässiger Durchzügler (Stand 2006)                                        |                                                               | Die Art ist ganzjährig als häufiger Gastvogel am Rhein und im Ruggeller Riet anzutreffen, mit zwei Durchzugsmaxima im April und August. |
| Wanderfalke          | Wanderfalke             | Falco peregrinus              | regelmässiger Jahresvogel (Stand 2019)                                        | 2–4. Art mit Restriktion.                                     | In Liechtenstein ist der Wanderfalke in allen Gebieten anzutreffen mit einem Schwerpunkt in der Talebene. Der Brutbestand ist über viele Jahre stabil. |
| Wasseramsel          | Wasseramsel             | Cinclus cinclus               | regelmässiger Jahresvogel (Stand 2019)                                        | 20–25. Nicht gefährdet.                                       | Die Wasseramsel bewohnt in stabilen Beständen Fliessgewässer der Talebene und des Gebirges bis 1580 m Höhe. |
| Wasserralle          | Wasserralle             | Rallus aquaticus              | sporadischer Brutvogel (Stand 2019)                                           | 0–2. Vom Aussterben bedroht.                                  | Bis 1996 gab es vereinzelte Nachweise während der Brutzeit aus dem Ruggeller Riet. 2018 gab es eine weitere Brutzeitbeobachtung aus Schwabbrünnen. |
| Mittelmeermöwe       | Weisskopfmöwe           | Larus cachinnans              | unregelmässiger Durchzügler (Stand 2006)                                      |                                                               | Weisskopfmöwen können von April bis Juni am Rhein beobachtet werden. Die Art wurde inzwischen aufgeteilt, vermutlich ist hiermit die Mittelmeermöwe (Larus michahellis) gemeint. |
| Weissrückenspecht    | Weissrückenspecht       | Dendrocopos leucotos          | regelmässiger Jahresvogel (Stand 2019)                                        | 10–15. Stark gefährdet.                                       | Seit 1981 sind Vorkommen der Art in Liechtenstein bekannt, die seitdem leicht zugenommen haben. Sie liegen an den Hängen des Rheintals und im unteren Saminatal zwischen 650 und 1400 m. |
| Weissstorch          | Weissstorch             | Ciconia ciconia               | regelmässiger Durchzügler (Stand 2006) und Sommervogel (Stand 2019)           | 6–15. Nicht gefährdet.                                        | Der Weissstorch brütet seit 2007 nach über hundertjähriger Abwesenheit wieder in der flachen Nordhälfte Liechtensteins, wobei der Verbreitungsschwerpunkt bei Ruggell liegt. Als Durchzügler kann er von Februar bis Oktober vor allem im Unterland beobachtet werden.                                                                                             |
| Wendehals            | Wendehals               | Jynx torquilla                | regelmässiger Sommervogel (Stand 2019)                                        | 2–4. Vom Aussterben bedroht.                                  | Der Bestand hat stark abgenommen, sodass die Art heute nur noch vereinzelt in der Talebene und den unteren Hängen des Rheintals brütet. |
| Wespenbussard        | Wespenbussard           | Pernis apivorus               | regelmässiger Sommervogel (Stand 2019)                                        | 2–4. Stark gefährdet wegen geringer Populationsgrösse.        | Die Art brütet in Liechtenstein in Hangwäldern des Rheintals, wobei der Bestand in den 2010er Jahren leicht zugenommen hat. |
| Wiedehopf            | Wiedehopf               | Upupa epops                   | regelmässiger Sommervogel (Stand 2019)                                        | 2–5. Vom Aussterben bedroht wegen geringer Populationsgrösse. | Bis in die 1960er Jahre bestand ein Vorkommen, das zunächst ausstarb. Nach einer Einzelbrut im Jahr 1986 siedelte sich seit 2004 wieder ein kleiner Bestand an, der sich auf die Talebene von Schaan bis zur Südgrenze beschränkt. |
| Wiesenpieper         | Wiesenpieper            | Anthus pratensis              | unregelmässiger Durchzügler (Stand 2006)                                      |                                                               | Der Wiesenpieper tritt im März und von September bis Dezember am Rhein und im Ruggeller Riet auf. |
| Wiesenweihe          | Wiesenweihe             | Circus pygargus               | unregelmässiger Durchzügler (Stand 2006)                                      |                                                               | Zwischen April und Juni sowie September und Oktober kann die Art im Talraum, bevorzugt im Ruggeller Riet beobachtet werden. |
| Wintergoldhähnchen   | Wintergoldhähnchen      | Regulus regulus               | regelmässiger Jahresvogel (Stand 2019)                                        | 400–600. Nicht gefährdet.                                     | Das Liechtensteiner Vorkommen ist auf die Wälder des Gebirges, der Rheintalhänge und des Eschnerbergs beschränkt und hat in den letzten Jahrzehnten abgenommen. |
| Zaunammer            | Zaunammer               | Emberiza cirlus               | ehemaliger Durchzügler (Stand 2006), sporadischer Sommervogel (Stand 2019)    | 0–2. Art mit Restriktion.                                     | Von der Zaunammer gibt es nur zwei dokumentierte Brutzeitbeobachtungen in Liechtenstein, und zwar aus Eschen von 2014 und 2015. Ausserhalb der Brutzeit ist sie ein seltener Gast. |
| Zaunkönig            | Zaunkönig               | Troglodytes troglodytes       | regelmässiger Jahresvogel (Stand 2019)                                        | 900–1200. Nicht gefährdet.                                    | Die Art kommt fast überall vor und meidet nur Ackergebiete, dichte Siedlungen und die alpine Zone oberhalb von 2000 m. Im Vergleich zu den 1980er Jahren hat sich der Zaunkönig ausgebreitet und es kam zu einer leichten Bestandszunahme. |
| Ziegenmelker         | Ziegenmelker            | Caprimulgus europaeus         | ehemaliger Durchzügler (Stand 2006)                                           |                                                               | Die Art wurde im Mai im Ruggeller Riet nachgewiesen. |
| Zilpzalp             | Zilpzalp                | Phylloscopus collybita        | regelmässiger Sommervogel (Stand 2019)                                        | 700–1000. Nicht gefährdet.                                    | Die Art kommt mit Ausnahme der alpinen Zone oberhalb von 1900 m fast überall vor. Der Bestand hat in den letzten Jahrzehnten leicht zugenommen. |
| Zippammer            | Zippammer               | Emberiza cia                  | unregelmässiger Durchzügler (Stand 2006)                                      |                                                               | Die Art kann von Februar bis April und im November in der Talebene, hauptsächlich am Rheindamm beobachtet werden. |
| Zitronengirlitz      | Zitronengirlitz-/zeisig | Carduelis citrinella          | regelmässiger Sommervogel (Stand 2019)                                        | 140–180. Gefährdung droht.                                    | Die Art besiedelt das Gebirge bis etwa 1930 m. Gegenüber den 1980er Jahren hat sich das Vorkommen etwas ausgedehnt, jedoch ist der Bestand leicht gesunken. |
| Zwergmöwe            | Zwergmöwe               | Hydrocoloeus minutus          | ehemaliger Durchzügler (Stand 2006)                                           |                                                               | Die Art wurde März 1980 am Rhein beobachtet. |
| Zwergreiher          | Zwergreiher/-dommel     | Ixobrychus minutus            | sporadischer Durchzügler (Stand 2006)                                         |                                                               | Die Art wurde im Mai 1995 am Rhein bei Triesen beobachtet. |
| Zwergohreule         | Zwergohreule            | Otus scops                    | sporadischer Durchzügler (Stand 2006)                                         |                                                               | Die Art wurde im Mai 2000 im Ruggeller Riet beobachtet. |
| Zwergsäger           | Zwergsäger              | Mergus albellus               | sporadischer Durchzügler (Stand 2006)                                         |                                                               | Die Art wurde im Januar 1997, Januar 2004, Februar 2012 und Februar am Rhein, am Binnenkanal und am Gampriner Seelein nachgewiesen. |
| Zwergschnepfe        | Zwergschnepfe           | Lymnocryptes minimus          | unregelmässiger Durchzügler (Stand 2006)                                      |                                                               | Von Oktober bis April kann die Art in Feuchtlebensräumen angetroffen werden. 2016 konnte auch im Juli ein Individuum am Egelsee beobachtet werden. |
| Zwergstrandläufer    | Zwergstrandläufer       | Calidris minuta               | sporadischer Durchzügler (Stand 2006)                                         |                                                               | Die Art wurde zwischen August und September am Rhein nachgewiesen. |
| Zwergsumpfhuhn       | Zwergsumpfhuhn          | Zapornia pusilla              | ehemaliger Durchzügler (Stand 2006)                                           |                                                               | Die Art wurde im April 1987 im Ruggeller Riet beobachtet. |
| Zwergtaucher         | Zwergtaucher            | Tachybaptus ruficollis        | regelmässiger Jahresvogel (Stand 2019)                                        | 4–6. Gefährdet.                                               | In Liechtenstein brütet die Art an einigen Gewässern der Talebene, wobei sich ihr Bestand im Laufe der 2010er Jahre verdoppelt hat. |